# Aleksandr Kirillov
Aleksandr Aleksandrovič Kirillov (Mosca, 9 maggio 1936) è un matematico russo, conosciuto per i suoi studi sulla teoria delle rappresentazioni, sui gruppi topologici e sui gruppi di Lie.